# Berberis phanera
Berberis phanera är en berberisväxtart som beskrevs av Camillo Karl Schneider. Berberis phanera ingår i släktet berberisar, och familjen berberisväxter. Inga underarter finns listade i Catalogue of Life.